# Protoribotritia ensifer
Protoribotritia ensifer är en kvalsterart som beskrevs av Aoki 1969. Protoribotritia ensifer ingår i släktet Protoribotritia och familjen Oribotritiidae. Inga underarter finns listade i Catalogue of Life.